# 萊奥卡雷斯
萊奥卡雷斯（Λεοχάρης or Λεωχάρης）是一位來自雅典的古希臘雕塑家，生活在西元前4世紀。

## 生涯
萊奥卡雷斯參與了哈利卡納蘇斯摩索拉斯王陵墓的建造，該陵墓是「古代世界七大奇蹟」之一。 《凡爾賽的戴安娜》是其原作（約公元前325年）的羅馬複製品。他也被認為是著名觀景殿的阿波羅創造者，其羅馬複製品目前存放在梵蒂岡。
在他的肖像雕像中，最著名的是腓力二世、亞歷山大大帝、阿明塔斯三世、奧林匹亞絲和歐律狄刻一世的肖像雕像，這些雕像由象牙和黃金製成，放置在奧林匹亞阿爾蒂斯的一座圓形建築菲利普翁中，馬其頓腓力二世慶祝他在喀羅尼亞戰役（公元前338年）的勝利。